# Cómplices al rescate: Mariana
Cómplices al Rescate: Mariana é a segunda trilha sonora da telenovela mexicana Cómplices al rescate. Foi lançada em 2002 no México, pela gravadora Sony BMG. No México, o álbum foi certificado disco de platina por 150.000 cópias vendidas. O álbum consiste em músicas interpretadas pelo próprio elenco que foram tocadas ao decorrer da novela. O disco também foi nominado ao Grammy Latino na categoria de Melhor Álbum Grupera Infantil no mesmo ano de lançamento.

## Faixas
| N.º            | Título                    | Compositor(es)                                  | Intérprete(s)                   | Duração |  |
| 1.             | "Cómplices al Rescate"    | Christina Abaroa Alejandro Abaroa Pablo Aguirre | Belinda Fábian Chávez Cómplices | 3:04    |  |
| 2.             | "Sácame a Bailar"         | Abaroa Alejandro Carballo                       | Belinda Cómplices               | 3:33    |  |
| 3.             | "Dónde Dime Dónde"        | Abaroa Abaroa                                   | Laura Flores                    | 3:30    |  |
| 4.             | "Llévame a Volar"         | Abaroa Carballo                                 | Belinda Chávez                  | 3:52    |  |
| 5.             | "Ha Llegado a Mí el Amor" | Abaroa Abaroa                                   | Chávez                          | 3:15    |  |
| 6.             | "El Baile del Sapito"     | Abaroa Abaroa                                   | Cómplices                       | 3:02    |  |
| 7.             | "Sabes"                   | Abaroa Carballo                                 | Belinda Chávez                  | 3:31    |  |
| 8.             | "Por Tu Amor"             | Abaroa Carballo                                 | Belinda Cómplices               | 3:54    |  |
| 9.             | "Agradezco"               | Abaroa Abaroa                                   | Flores                          | 3:21    |  |
| 10.            | "Por Ellas"               | Abaroa Aguirre                                  | Vadhir Derbez Chávez            | 3:25    |  |
| 11.            | "Volver a la Casa"        | Abaroa Abaroa                                   | Belinda Cómplices               | 3:35    |  |
| 12.            | "Lazos"                   | Abaroa Carballo                                 | Belinda Cómplices               | 3:42    |  |
| 13.            | "Track Interativo"        |                                                 |                                 |         |  |
| Duração total: | Duração total:            | Duração total:                                  | Duração total:                  | 48:36   |  |

## Charts
| Chart (2002)                      | Posição |
| --------------------------------- | ------- |
| Billboard Regional Mexican Albums | 1       |
| Billboard Top Latin Albums        | 5       |
| Chart (2003)                      | Posição |
| Billboard Regional Mexican Albums | 1       |
| Billboard Top Latin Albums        | 5       |

## Vendas e certificações
| Região                                  | Certificação | Vendas/distribuição |
| --------------------------------------- | ------------ | ------------------- |
| México (AMPROFON)                       | Platina      | 150.000*            |
| *vendas baseadas apenas na certificação |              |                     |